# حسن فقيه الإمامي
السيد حسن بن عطاء الله فقيه الإمامي الإصفهاني (1345 هـ - 1432 هـ). هو رجل دين شيعي إيراني كان من كبار علماء الشيعة الإثني عشرية بمدينة إصفهان، وهو بالإضافة إلى ذلك مؤلف له مؤلفات عديدة باللغة الفارسية، وكذلك ناظم للشعر إذ كان ينظم الأشعار باللغتين الفارسية والعربية.
والإمامي مؤسس وراع لعدد كبير من المؤسسات الدينية والثقافية والخيرية بمدينة إصفهان.

## وفاته
توفي في نهار الأول من ربيع الثاني 1432 هـ، وشيع تشييعاً كبيراً، ودُفن إلى جوار أخيه أحمد فقيه الإمامي. وأصدر الرئيس الإيراني آنذاك محمود أحمدي نجاد بيان تعزية، وكذا عدد من مراجع الشيعة، ومنهم صادق الحسيني الشيرازي، ولطف الله الصافي الگلپايگاني، وناصر مكارم الشيرازي، ومحمد باقر الموسوي الشيرازي، وحسين النوري الهمداني، ومحمد تقي المدرسي، وعلي خامنئي.

## مؤلفاته
ترك فقيه الإمامي عدداً من المؤلفات باللغة الفارسية، كثير منها مخطوط، والمطبوع منها:
| - پاسخ به شبهاتى پيرامون خمس. في مجلدين عن الخمس. - نقش عقل در احكام الهي. - آيا فهم قرآن آسان است. - صراط مستقيم. | - فتنه‌ها از كجا آغاز می‌شود. - مباحثى پيرامون بهائيت. مباحث متنوعة حول الديانة البهائية. - شرح فرازهائى از خطبه حضرت زهرا |